# Cantón de Bains-les-Bains
El cantón de Bains-les-Bains era una división administrativa francesa, que estaba situada en el departamento de Vosgos y la región de Lorena.

## Composición
El cantón estaba formado por once comunas:
- Bains-les-Bains
- Fontenoy-le-Château
- Grandrupt-de-Bains
- Gruey-lès-Surance
- Harsault
- Hautmougey
- La Haye
- Les Voivres
- Montmotier
- Trémonzey
- Vioménil

## Supresión del cantón de Bains-les-Bains
En aplicación del Decreto n.º 2014-268 de 27 de febrero de 2014, el cantón de Bains-les-Bains fue suprimido el 22 de marzo de 2015 y sus 11 comunas pasaron a formar parte del nuevo cantón de Le Val-d'Ajol.